# Tayleb Willis
Tayleb Willis (* 18. März 2003) ist ein australischer Hürdenläufer, der sich auf den 110-Meter-Hürdenlauf spezialisiert hat. 2024 wurde er über diese Distanz in Suva Ozeanienmeister.

## Sportliche Laufbahn
Erste internationale Erfahrungen sammelte Tayleb Willis im Jahr 2022, als er bei den U20-Weltmeisterschaften in Cali mit 13,54 s den fünften Platz über 110 m Hürden belegte. 2024 siegte er in 13,79 s beim Maurie Plant Meet sowie in 13,56 s bei den Ozeanienmeisterschaften in Suva. Anschließend nahm er an den Olympischen Sommerspielen in Paris teil und schied dort mit 13,67 s in der Hoffnungsrunde aus.

## Persönliche Bestzeiten
- 110 m Hürden: 13,44 s (+0,5 m/s), 13. Juni 2024 in Edmonton